# Palermo (singel)
Palermo – singel Skolima, pochodzący z albumu „Król Latino”, który został wydany 25 sierpnia 2023.

## Twórcy
Opracowane na podstawie materiałów źródłowych.
- Skolim – wokal, tekst, kompozycja
- CrackHouse
  - Hellfield – tekst, produkcja, kompozycja, mix, mastering
  - Divix – tekst, produkcja, kompozycja, mix, mastering
- Marcin Mackiewicz – tekst, produkcja, kompozycja
- Artur Lipiński – tekst, produkcja, kompozycja

## Lista utworów
- Digital download[2]

1. „Palermo” – 2:12

## Teledysk
Do utworu powstał teledysk, który udostępniono 23 sierpnia 2023 za pośrednictwem serwisu YouTube.

## Certyfikaty i sprzedaż
| Kraj          | Certyfikat         | Sprzedaż |
| ------------- | ------------------ | -------- |
| Polska (ZPAV) | 2× platynowa płyta | 100 000+ |